# Pleuraphodius malangensis
Pleuraphodius malangensis är en skalbaggsart som beskrevs av Vladimir Balthasar 1960. Pleuraphodius malangensis ingår i släktet Pleuraphodius och familjen Aphodiidae. Inga underarter finns listade i Catalogue of Life.